# Mine Smart Ferry
Thai Smile Boat (ранее Mine Smart Ferry) (тайск.: เรือโดยสารสาธารณะ ไทย สมายล์ โบ้ท) — транспортная система, состоящая из нескольких протяжённых маршрутов по реке Чаупхрая, обслуживаемых электрическими катамаранами. Является частью системы общественного транспорта Бангкока, Таиланд. В ведении компании-оператора Thai Smile Boat (подразделения Thai Smile Bus) находятся 3 параллельных маршрута общественного транспорта, обслуживаемых электрическими катамаранами Mine Smart Ferry: «Urban line (сиреневый)», «Metro line (синий)», «City Line (зелёный)» в Бангкоке. Также к системе Thai Smile Boat (ранее Mine Smart Ferry) относятся иные сервисы, предоставляемые компанией.

## История
Energy Absolute Plc.(EA) под руководством Somphote Ahunai — ключевой производитель и инвестор проекта. Корабли изготовлены на собственной верфи компании, оборудованы батареями производства AMITA Technology Thailand (подразделения EA). Зарядка судов происходит на причалах производства EA с помощью зарядных стоек производства EA. Оператором системы стала компания E Smart Transport Co (подразделение Energy Absolute Plc.).
21 августа 2020 года был спущен на воду первый катамаран. К октябрю 2020 года 2 судна находились на испытаниях.

### Тестовый период
22 декабря 2020 года премьер-министр Прают Чан-Оча присутствовал на торжественном запуске тестовой эксплуатации катамаранов Mine Smart Ferry (первоначальное название E Smart Ferry). С 23 декабря 2020 года до 14 февраля 2021 года проезд был бесплатным. Однако позже бесплатный период был продлён.

### Начало эксплуатации
К апрелю 2021 года флот компании состоял из 8 катамаранов. К этому времени государственный банк Krungthai Bank оборудовал причалы системами приёма бесконтактных платежей. Электронная пропускная система не предусматривает приём наличных средств во избежание распространения заболеваний, передающихся через купюры. Стоимость проезда составила 20 батов. Пассажиропоток — 1200 человек в день.
К апрелю 2022 года план поставок 27 катамаранов был полностью выполнен.
E Smart Transport Co получила в апреле 2022 года заём в размере 600 000 000 батов для развития системы Mine Smart Ferry (120 млн батов от Asian Development Bank (ADB), 160 млн батов от Japan International Cooperation Agency (JICA), 160 млн батов от Export-Import Bank of Thailand (EXIM).
В ноябре 2022 года компания Thai Smile Bus Co. Ltd. выкупила у компании Energy Absolute Plc подразделение E Transport Holding (E Smart Transport Co), занимающееся эксплуатацией общественного транспорта, за 6 миллиардов батов.
Компания стала поставлять общественный электротранспорт и оказывать транспортные услуги под брендами Thai Smile Bus и Thai Smile Boat.

## Подвижной состав

### Катамаран первого поколения
Корабль имеет длину 24 метра, ширину 7 метров, изготовлен из алюминия, Минимальная глубина водоёма для эксплуатации 230 см.
Вместимость составляет 200—250 пассажиров, из них 100 могут располагаться на местах для сидения. Салон оборудован системами кондиционирования, дезинфицирования и фотокаталитического окисления (ФКО).
На одном заряде катамаран способен преодолеть расстояние в 80-100 километров за 2-4 часа. Эксплуатационная скорость — до 18 узлов. Перезарядка батарей занимает 15-20 минут и возможна на двух станциях подзарядки. Ёмкость батарейного модуля около 800kWh. Каждый катамаран оборудован парой двигателей Danfoss Editron EM-PMI375-T800 совокупной мощностью 174—192 kW.
Предполагается, что использование электрических катамаранов вместо дизельных позволит сократить выбросы углекислого газа на 9500 тонн в год. Все системы корабля работают от электроэнергии батарей, следствием чего является пониженный уровень шума, сниженное загрязнение воды и воздуха.
Катамаран получил награду «National Innovation Award 2020». К апрелю 2022 года план поставок 27 катамаранов был полностью выполнен.

### Катамаран второго поколения
В октябре 2023 года в транспортную систему поступили 9 новых компактных электрических катамаранов, длиной 19 метров и вместимостью 150 пассажиров.

## Функционирование системы

### История

#### Первая фаза
Бесплатная эксплуатация по одному маршруту. Катамараны отправлялись на юг, в центр города от пирса Nonthaburi 5 раз в день по будням в период с 6ч 25 м до 7ч 45 м. В обратный путь от пирса Sathorn катамараны отправлялись с 16ч 15 м до 18ч 00мин. Длина маршрута составляла 17,8 км, время в пути до 60мин.

#### Вторая фаза
Платная эксплуатация по фиксированной цене (20 батов), ввод новых маршрутов. С 25 декабря 2021 года линейка маршрутов была расширена с одного до трёх. Все они находятся на одной линии между пирсом Sathorn и пирсом Phra Nang Klao. До 31 января 2022 года цена была равна 20 батам.

#### Третья фаза (нереализованная)
Отмена фиксированной стоимости проезда. Цена определяется в зависимости от маршрута. Третья фаза не была реализована. Действовать продолжает единый тариф вне зависимости от расстояния.

### Текущая состояние
К апрелю 2022 года план поставок катамаранов был полностью выполнен: 23 судна обслуживают маршруты общественного транспорта, 4 судна зарезервированы для обслуживания туристических групп. Движение осуществляется с интервалами от 15 минут до 2ч 30мин в течение дня.

#### Маршруты
| Русское / английское название | Тайское название   | Код пр. бер. | Маршруты | Маршруты | Маршруты | Код лев. бер. | Пересадка                                | Расположение          | Примечание                           |
| Русское / английское название | Тайское название   | Код пр. бер. | City     | Metro    | Urban    | Код лев. бер. | Пересадка                                | Расположение          | Примечание                           |
| ----------------------------- | ------------------ | ------------ | -------- | -------- | -------- | ------------- | ---------------------------------------- | --------------------- | ------------------------------------ |
| Phra Nang Klao                | พระนั่งเกล้า          |              |          |          | ●        | N30/1         | MRT Phra Nang Klao                       |                       | Остановка добавлена 17 мая 2021 года |
| Nonthaburi                    | นนทบุรี              |              |          |          | ●        | N30           |                                          |                       |                                      |
| Rama VII Bridge               | สะพานพระราม 7      | N24          |          | ●        | \|       |               |                                          |                       |                                      |
| Bang Pho                      | บางโพ              |              |          | ●        | \|       | N22           | MRT Bang Pho                             |                       |                                      |
| Kiak Kai                      | เกียกกาย (วัดแก้วฟ้าฯ) |              |          | \|       | ●        | N21           |                                          | Новый Парламент       |                                      |
| Payab                         | พายัพ (เขียวไข่กา)    |              |          | \|       | ●        | N18           |                                          |                       |                                      |
| Thewet                        | เทเวศร์             |              |          | ●        | ●        | N15           | Пересадка на лодки по каналу Krung Kasem | Рынок                 |                                      |
| Phra Pinklao Bridge           | พระปิ่นเกล้า (ฝั่งธน)   | N12          | ●        | \|       | ●        |               |                                          |                       |                                      |
| Prannok                       | พรานนก             | N10          | ●        | ●        | ●        |               |                                          | Станция ж.д. Thonburi |                                      |
| Tha Chang Pier                | ท่าช้าง              |              | ●        | \|       | \|       | N9            |                                          | Grand Palace          |                                      |
| Wat Arun                      | วัดอรุณฯ             | ★            | ●        | \|       | \|       |               |                                          | Форт Wichai Prasit    |                                      |
| Wat Pho                       | วัดโพธิ์              |              | ◎        | \|       | \|       | ★             |                                          |                       | В 2022 году пирс на ремонте          |
| Rajinee                       | ราชินี               |              | \|       | \|       | ◎        | N7            | MRT Sanam Chai                           |                       | В 2022 году пирс на ремонте          |
| Pak Klong Talad               | ปากคลองตลาด        |              | ◎        | ◎        | \|       | N6/1          | MRT Sanam Chai                           | Цветочный рынок       | В 2022 году пирс на ремонте          |
| Memorial Bridge               | สะพานพุทธ           |              | \|       | ●        | \|       | N6            |                                          | Памятник Раме I       |                                      |
| Ratchawong                    | ราชวงศ์             |              | ●        | ●        | ●        | N5            |                                          |                       |                                      |
| Marine Dept                   | กรมเจ้าท่า           |              | \|       | ●        | ●        | N4            |                                          |                       | Остановка добавлена к 2022 году      |
| Si Phraya                     | สี่พระยา             |              | \|       | ●        | ●        | N3            |                                          |                       |                                      |
| CAT Tower                     | แคท ทาวเวอร์        |              | \|       | ●        | ●        | N2/1          |                                          |                       |                                      |
| ICON Siam                     | ไอคอนสยาม          | ★            | ●        | \|       | \|       |               | AGT Charoen Nakhon                       |                       |                                      |
| Sathorn                       | สาทร               |              | ●        | ●        | ●        | CEN           | BTS Saphan Taksin                        |                       |                                      |

#### Тарификация
С конца 2022 года все 3 линии общественного транспорта входят в программу «HOP — Bangkok City Mobility» в рамках которой стоимость проезда на катамаранах системы в течение всего дня без ограничения количества поездок по предоплаченным картам «HOP» не может превысить 40 бат. При использовании в пределах суток любого количества поездок на катамаранах и любого количества поездок на электробусах входящих в систему «HOP» (123 маршрута, более 1200 единиц подвижного состава по состоянию на 2022 год), стоимость проезда составит не более 50 бат.
К 2024 году стоимость проезда не изменилась. Оплата проезда наличными невозможна.

#### График работы
Катамараны в режиме общественного транспорта ходят преимущественно в часы пик.

## Происшествия
21 февраля 2023 года на втором этаже стоящего на стоянке у причала катамарана произошло возгорание. Огонь перекинулся на соседние катамараны. Всего в пожаре пострадали суда под номерами 27, 28 и 29 не находящиеся в эксплуатации. По сообщению очевидца возгорание произошло в батарейном отсеке во время возгорания, однако это предположение опровергалось компанией-оператором катамаранов и производителем батарей.